# Eugen von Beulwitz
Eugen von Beulwitz (* 2. August 1889 in Nürnberg; † 25. Dezember 1969 in Rosenheim) war ein deutscher Marineoffizier und Übersetzer.

## Leben
Von Beulwitz trat im April 1909 in die Kaiserliche Marine ein (Crew 1909). Nach Ausbruch des Ersten Weltkrieges diente er als Leutnant zur See und Wachoffizier auf der Frithjof. Am 2. Mai 1915 wurde er zum Oberleutnant zur See befördert. Im September 1915 erfolgte seine Versetzung als Wachoffizier auf die Ostfriesland. Im September 1917 begann er bis April 1918 eine Ausbildung an der U-Bootschule und wirkte dann bis Juli 1918 als Kommandant von U 24 und UB 25. Bis Kriegsende diente er als Erster Offizier auf dem Unterseekreuzer U 157. Er schied am 27. November 1919 aus der Marine aus und wurde am 27. Dezember 1920 mit dem Charakter eines Kapitänleutnants ausgezeichnet.
In der Weimarer Republik wirkte er vor 1922 als Trainer im Dresdner Kraft-Kunst-Institut unter Professor Sascha Schneider. Er veranstaltete mehrere Bootsausflüge, so z. B. mit Sascha Schneider über Elbe/Havel und die Kanäle zum Schweriner See im Mai 1922 und von Neuwarp nach Baabe auf Rügen im August 1925. Im Jahre 1927 diente er als Kommandant des Schoners Edit während einer Schiffsrundreise. Einer der Passagiere, sein Freund Sascha Schneider, starb an Bord an einer Zuckerentgleisung eines Diabetes mellitus, nachdem das Schiff kurz am Einlaufen im Swinemünder Hafen war. Er übersetzte mehrere Bücher von Cecil Scott Forester und war in Kürschners Deutscher Literaturkalender gelistet.
Bis 1932 wurde er Vorsitzender des Chiemsee Yacht Club. Er gründete 1932 die 10 qm Chiemsee-Einheitsplätte, welche auch als Chiemseeplätte bekannt ist. Seit 2019 verleiht der Chiemsee Yacht Club jährlich den Eugen von Beulwitz Preis der Chiemseeplätten. Er führte nach dem Zweiten Weltkrieg den Rang eines Kapitäns.

## Übersetzungen (Auswahl)
- Der Kapitän
- Unter wehender Flagge
- Der Kommodore
- Fähnrich Hornblower
- Leutnant Hornblower. 1952
- Lord Hornblower
- Kommandant Hornblower
- Hornblower in Westindien
- Auf der "Hotspur"
- Zapfenstreich
- An Spaniens Küsten
- Gefährtin des Windes. (Original von Helen Griffiths)
- Kasso, der treue Weggefährte (Original von Joseph E. Clipperfield), 1959
- Die letzte Fahrt der Bismarck. 1959
- Leutnant Ramage: Roman (Original von Dudley Pope). Amadis Verlag, 1966